# Dead Memories
«Dead Memories» (Мëртвые воспоминания) — песня американской группы Slipknot, которая вышла третьим синглом из альбома All Hope Is Gone 1 декабря 2008 года. Видеоклип на песню, снятый Полом Греем и Шоном Крейеном, был показан на MTV2 25 октября.

## Критика
Песня «Dead Memories» на общем фоне альбома была отмечена критиками за мелодичность. К примеру, критик Blabbermouth Райан Огл, отметил, что данная песня «хорошо показывает разнообразие Slipknot». Дэн Мартин из The Guardian сравнил «Dead Memories» с композицией группы Metallica «Enter Sandman». Однако Джим Кез из IGN отметил, что эта медленная композиция «отвлекает от общей интенсивности и динамики альбома».

## Музыкальное видео
Видеоклип на песню «Dead Memories» снят Полом Греем и Шоном Крейеном. Премьера клипа состоялась 25 октября 2008 года на канале MTV2 в эфире передачи Headbangers Ball.
В клипе Кори Тэйлор переходит из одной комнаты в другую, что предположительно связано со смыслом песни — автобиография за 10 лет. Каждая комната, возможно, напоминает каждый этап этого времени.
В одном из интервью Кори Тэйлор рассказал, что клип на самом деле снимался в обратном порядке. То есть он переходил из последней комнаты в первую, и, чтобы его движения казались реалистичными, ему приходилось их четко контролировать.
В клипе показаны 8 видов человеческого безумства:
1. Шизофрения (#0 Sid Wilson — DJ)
2. Нарциссизм (#1 Joey Jordison — барабаны)
3. Зависимость (#5 Craig Jones — клавиши)
4. Паранойя (#2 Paul Gray — бас-гитара)
5. Извращение (#6 Shawn Crahan — перкуссия)
6. Замкнутость (#7 Mick Thomson — электрогитара)
7. Сексуальный срам (#4 James Root — электрогитара)
8. Несчастная любовь (#3 Chris Fehn — перкуссия)

## Позиции в чартах
| Чарт (2008)                          | Позиция |
| ------------------------------------ | ------- |
| U.S. Billboard Alternative Songs     | 19      |
| U.S. Billboard Mainstream Rock Songs | 3       |

## Список композиций
Двойной диск
CD:

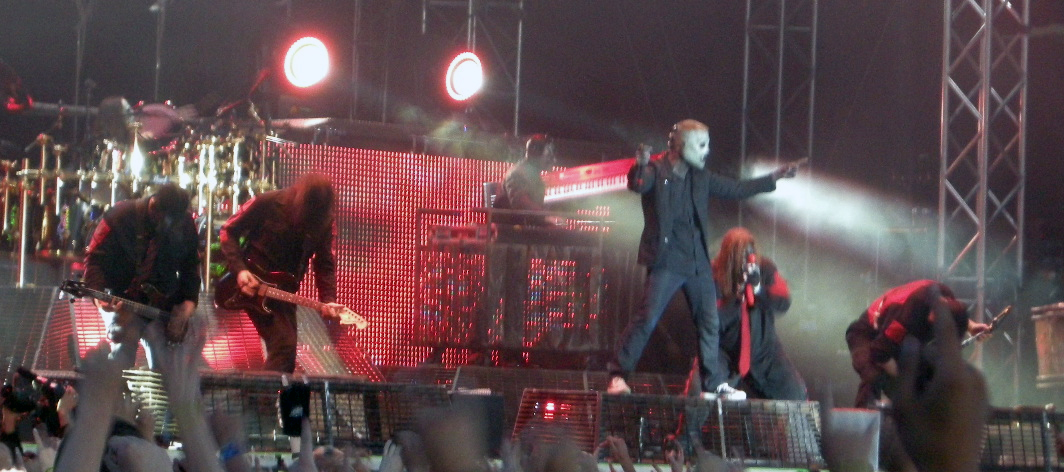
Slipknot на выступлении в поддержку альбома All Hope Is Gone

1. «Dead Memories» (полная оригинальная версия) — 3:41
2. «Dead Memories» (полная альтернативная версия) — 4:00
3. «Dead Memories» (радио версия) — 4:28

DVD:
1. «Dead Memories» (оригинальный видеоклип)
2. «Dead Memories» (альтернативный видеоклип)

Dead Memories (Chris Lord-Alge Mix) CD сингл
1. «Dead Memories» (Chris Lord-Alge Mix) — 3:58

## Персонажи
| - (#0) Сид Уилсон — DJ - (#1) Джои Джордисон — барабаны - (#2) Пол Грей — бас-гитара - (#3) Крис Фен — перкуссия - (#4) Джеймс Рут — гитара - (#5) Крэйг Джонс — семплер - (#6) Шон Крейен — перкуссия - (#7) Мик Томсон — гитара - (#8) Кори Тейлор — вокал | - Дейв Фортман — продюсер - Колин Ричардсон — микшер |